# إد إيميت
إد إيميت (بالإنجليزية: Ed Emmett)‏ هو سياسي أمريكي، ولد في 14 أغسطس 1949 في هيوستن في الولايات المتحدة. حزبياً، نشط في الحزب الجمهوري. وقد انتخب عضو مجلس نواب تكساس.